# Haruto Shirai
Haruto Shirai (白井 陽斗 Shirai Haruto?), född 23 oktober 1999 i Hirakata i Osaka prefektur, är en japansk fotbollsspelare.
Shirai inledde sin karriär 2017 i Gamba Osaka.